# Platypalpus lineatus
Platypalpus lineatus är en tvåvingeart som först beskrevs av Johann Wilhelm Meigen 1804.  Platypalpus lineatus ingår i släktet Platypalpus och familjen puckeldansflugor. Inga underarter finns listade i Catalogue of Life.